# Ułus ałdański
Ułus ałdański (ros. Алданский район, jakuc. Алдан улууһа) – ułus (rejon) (jednostka podziału administracyjnego w Rosji) w południowej części położonej na Syberii autonomicznej rosyjskiej republiki Jakucji.
Rejon został utworzony 5 maja 1930. Centrum administracyjnym jest miasto Ałdan. Teren ułusu o powierzchni 156 800 km². W 2002 był zamieszkany przez 49 346 osób skupionych w 22 miejscowościach.
Część ułusu zajmuje Park Narodowy „Słupy Leńskie”.